# Kolodeanka, Novohrad-Volînskîi
Kolodeanka (în ucraineană Колодянка) este localitatea de reședință a comunei Kolodeanka din raionul Novohrad-Volînskîi, regiunea Jîtomîr, Ucraina.

## Demografie
Componența lingvistică a localității Kolodeanka
     Ucraineană (99,28%)
     Alte limbi (0,6%)
Conform recensământului din 2001, majoritatea populației localității Kolodeanka era vorbitoare de ucraineană (99,28%), existând în minoritate și vorbitori de alte limbi.